# Albert Cambriels
 (décembre 2023).
Pour les articles homonymes, voir Cambriels.
Albert Cambriels, né  le 11 août 1816 à Lagrasse (Aude) et mort le 21 décembre 1891 à Alénya (Pyrénées-Orientales), est un général de corps d'armée français, grand-croix de la Légion d'honneur.

## Biographie

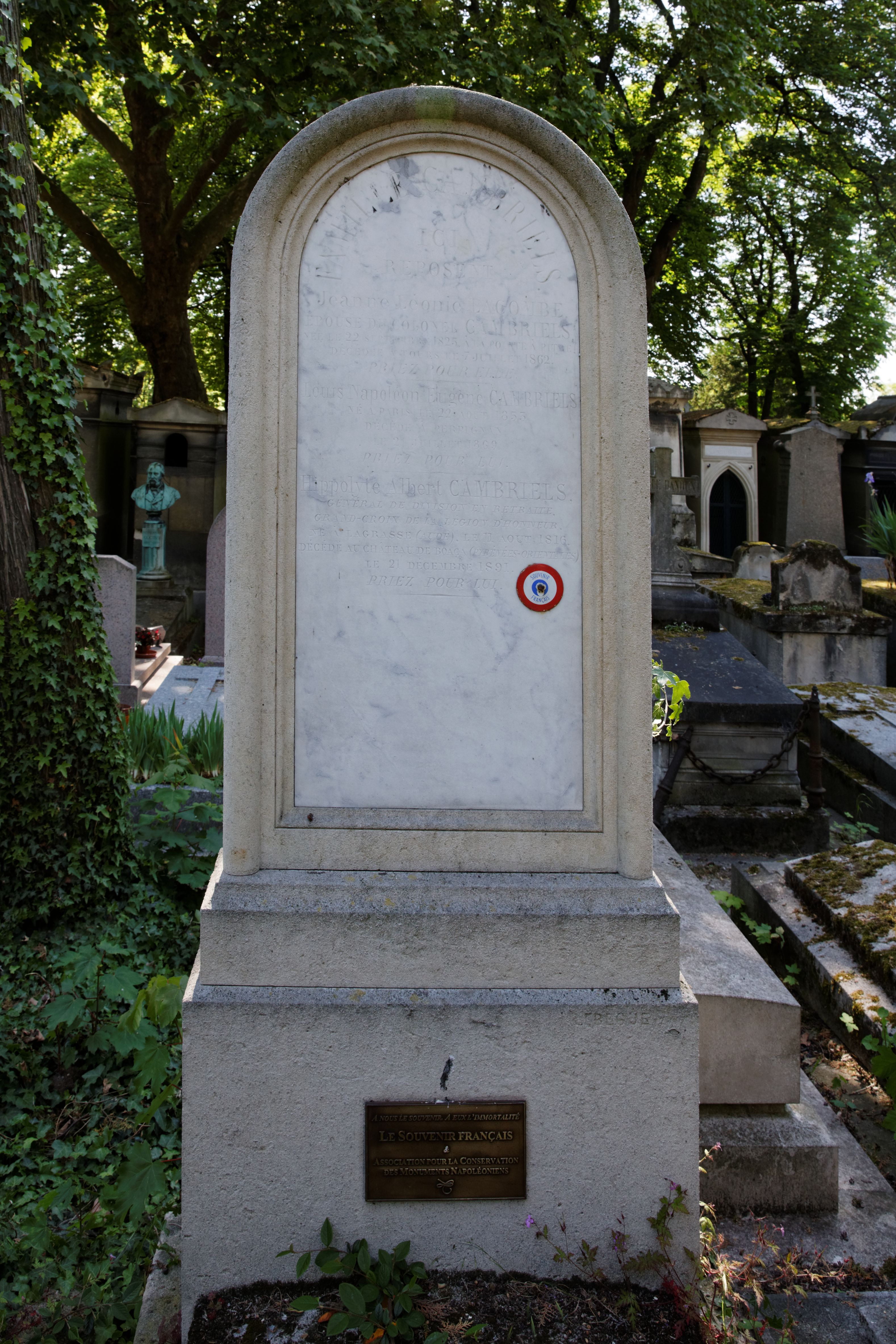
Tombe au cimetière du Père-Lachaise.

Entré à l'école spéciale militaire en 1834 comme major de promotion, Albert Cambriels est nommé sous-lieutenant au  4e régiment d'infanterie en 1836, puis lieutenant en 1841. Capitaine en 1847 au 5e bataillon de chasseurs à pied, il participe en Algérie au siège de Zaatcha en 1849.
Retourné en France comme officier d'ordonnance du Prince-Président. Il est chef de bataillon en 1853, employé au 19e régiment d'infanterie, avant de commander le 20e bataillon de chasseurs à pied puis en 1854 le bataillon de chasseurs à pied de la Garde impériale.
Il participe à la guerre de Crimée à partir d'avril 1855 et combat au siège de Sébastopol. Nommé Lieutenant-colonel en 1855 au 61e régiment d'infanterie, il est colonel en 1859 au 84e régiment d'infanterie. 
Il participe à la campagne d'Italie en 1859 au sein de la division Forey du 1er Corps d'Armée. À la bataille de Montebello, le 20 mai, son régiment est opposé à une force dix fois supérieure et conserve le gain de la journée. Albert Cambriels est alors fait commandeur de la Légion d'honneur.
Général de brigade en août 1863, il commande les départements de la Loire-Inférieure, puis des Pyrénées-Orientales. Il est mis en disponibilité pour raison de santé en 1870.
À l'ouverture de la guerre contre la Prusse, Albert Cambriels prend le 17 août le commandement de la 1re brigade de la division Grandchamp du 12e Corps d'Armée. Général de division le 25 août 1870, il est blessé le 1er septembre à Sedan par un éclat d'obus qui lui laboure le sommet du crâne. Après sa convalescence, il prend le commandement supérieur de Belfort et combat dans les Vosges.
Prisonnier sur l'honneur de l'Empire allemand au cours de la guerre de 1870, le général Cambriels s'évade et reçoit un nouveau commandement du gouvernement de la Défense nationale. Après guerre, s'indignant contre ces parjures, Otto von Bismarck rédige une circulaire flétrissant les autorités françaises qui autorisent des hommes ayant manqué à leur parole à servir de nouveau sous les drapeaux, circulaire qui rencontrent un certain écho dans les chancelleries européennes, ainsi qu'au sein même du corps des officiers français. Les généraux Cambriels et Barral (dans le même cas) sont convoqués devant l’Assemblée nationale pour s'expliquer sur leur comportement ; leur défense véhémente s'accompagne, pour Barral, d'un article publié dans Le Soir, et pour Cambriels d'un message dont il demande au ministère des Affaires étrangères qu'il soit diffusé à l'étranger. Scandalisé par cet étalage auquel les deux généraux se sont livrés sans l'autorisation de leur hiérarchie, le ministre de la Guerre Ernest Courtot de Cissey — lui-même ancien prisonnier de guerre — les accuse de placer leur honneur personnel au-dessus de l’autorité de l’armée. Dans une lettre du 7 novembre 1871, le général de Cissey rappelle ainsi à l'ordre le général Cambriels : « Il importe d’ailleurs, en ce moment surtout, que les officiers généraux donnent l’exemple de la plus grande réserve et ne mettent pas, comme vous le faites, leur personnalité si fréquemment en jeu ».
Remis en disponibilité pour raisons de santé, il ne reprend du service qu'en 1872, comme inspecteur et est élevé à la dignité de grand officier de la Légion d'honneur le 20 novembre. Il reçoit le commandement de la  27e Division d'Infanterie en octobre 1873. En mai 1875, il est nommé commandant du  10e Corps d'Armée, puis en février 1879 du 13e Corps d'Armée.
Il est élevé à la dignité de grand-croix de la Légion d'honneur le 24 juillet 1880 et passe dans le cadre de réserve en 1881.
Il décède le 21 décembre 1891 au château de Boaça à Alénya (Pyrénées-Orientales). Il est inhumé au cimetière du Père-Lachaise (58e division).

## Décorations
- Grand-croix de la Légion d'honneur (24/07/1880)
  - Grand officier (20/11/1872)
  - Commandeur (21/05/1859)
  - Officier (16/04/1856)
  - Chevalier (09/01/1850)

### Sources contemporaines
- « Cambriels (Albert) » dans Gustave Vapereau, Dictionnaire universel des contemporains, Hachette, 1880, p. 350.Lire en ligne

### Sources modernes
- Michel Wattel et Béatrice Wattel (préf. André Damien), « Cambriels, Albert » in  Les Grand’Croix de la Légion d’honneur : De 1805 à nos jours, titulaires français et étrangers, Paris, Archives et Culture, 2009, 701 p. (ISBN 978-2-35077-135-9).